# プログレスM-39
プログレスM-39(ロシア語: Прогресс М-39)はロシア連邦が1998年にミール宇宙ステーションの補給のために打ち上げた無人宇宙補給機プログレス補給船。シリアル番号は238番だった。
プログレスの打ち上げ開始時は幾つかの独立計測点(ОИП)からなる多角計測点のうち射場から近いОИП-1、ОИП-5のみの稼動で打ち上げた初めての打ち上げとなった。このうち、実際はОИП-1のみが軌道測定と射場からの打ち上げ機のテレメトリ受信を行えた。

## 運用
1998年5月15日1時12分58秒863(MSK、UTC14日22時1分59秒)、バイコヌール宇宙基地1/5発射台からソユーズ-Uで打ち上げ。
1998年5月17日2時50分33秒(MSK、UTC16日23時50分22秒)、ミールのクバント1モジュールへのドッキングを行った。ランデブーとドッキングは自動操縦によって行われている。
1998年10月23日5時34分40秒(MSK、UTC5時34分40秒)、ミールからドッキングを解除し、自動操縦モードに移行、地球へ再突入し破壊された。

## 搭載貨物
ミールへの輸送は2400kg以上の貨物であり、燃料、酸素混交物、クルー用保護具、クルー向け配達品などであった。また、研究用として15匹の小さなイモリとカタツムリも積まれていた。
物品の合計重量は2437.3kgであった。

## 註
1. ↑  “Грузовой корабль "Прогресс М-39" ("Progress M-39")”. 2012年9月11日時点のオリジナルよりアーカイブ。2015年9月16日閲覧。
2. ↑  “Запуск ТКГ «Прогресс М-39»”. Новости Космонавтики. (15.05.1998)
3. ↑  “Хронология полётов за 1998 год”. РКК «Энергия»